# رادمرشم
رادمرشم (به انگلیسی: Rodmersham) یک روستا و محله مدنی در بریتانیا است که در Swale واقع شده‌است. رادمرشم ۵۵۵ نفر جمعیت دارد.